# Gilbert Baker
Gilbert Baker (Chanute, Kansas, 2 de junio de 1951-Ciudad de Nueva York, 31 de marzo de 2017) fue un activista y diseñador estadounidense, creador de la bandera del orgullo LGBTI.

## Biografía
Baker sirvió en el Ejército de los Estados Unidos de 1970 a 1972. Fue destinado a San Francisco en la época del movimiento de liberación LGBT. Tras ser licenciado con honores, decidió aprender costura de manera autodidacta y empezó a diseñar pancartas para las manifestaciones en contra de la guerra y a favor de los derechos de los homosexuales. Fue durante estos años que conoció y entabló amistad con el político y activista Harvey Milk.
En 1979 empezó a trabajar en la Paramount Flag Company de San Francisco. Baker ha diseñado desde entonces paneles publicitarios para personajes políticos de la talla del primer ministro de la República Popular China, para los presidentes de Francia, Venezuela y Filipinas, o para el rey de España. También ha realizado varios trabajos para el Partido Demócrata, además de diversas creaciones para numerosos actos civiles, en especial para el Día Internacional del Orgullo LGBT de San Francisco.
En 1994, Baker se trasladó a Nueva York donde continuó con su trabajo creativo y su activismo. Ese año creó la bandera más grande del mundo (en aquel momento) para la conmemoración del vigésimo quinto aniversario de los disturbios de Stonewall. En 2003, para conmemorar el también vigésimo quinto aniversario de la bandera LGBT, Baker creó una bandera arcoíris de dos kilómetros que recorría Cayo Hueso desde el golfo de México hasta el océano Atlántico. Después de las celebraciones, envió diferentes secciones de la bandera a más de cien ciudades de todo el mundo. Falleció en su hogar en la Ciudad de Nueva York mientras dormía, a la edad de 65 años.

## Bandera LGBT
Ondeó por primera vez en el Marcha del orgullo LGBT de San Francisco, el 25 de junio de 1978. Las dos primeras banderas del desfile fueron cosidas y teñidas a mano, con la ayuda de treinta voluntarios. Sus colores pretenden reflejar la diversidad de la comunidad LGBT. Los ocho que componen el diseño original tienen los siguientes significados:
| Rosa: sexualidad       |
| Rojo: vida             |
| Naranja: salud         |
| Amarillo: luz del Sol  |
| Verde: naturaleza      |
| Turquesa: magia/arte   |
| Índigo/azul: serenidad |
| Violeta: espíritu      |

El diseño ha sufrido cambios, debido a la disponibilidad de telas en el mercado. En 2008, la variante más extendida posee seis franjas horizontales de colores rojo, naranja, amarillo, verde, azul y violeta, y el rojo aparece en la parte superior, tal y como aparecería en un arcoíris. Baker se refiere a ella como "la versión comercial", pues surgió a raíz de las necesidades de facilitar su producción en masa.

## Cine y televisión
- En 2003, Baker y su proyecto en Cayo Hueso aparecieron en el documental Rainbow Pride, de Marie Jo Ferron.
- Baker recreó la bandera arcoíris original para la película Milk (2008).